# SaiPa
Saimaan Pallo of SaiPa is een Finse ijshockeyclub die uitkomt in de SM-liiga. Hun thuisbasis is de Kisapuisto in Lappeenranta. Hun beste resultaat was een derde plaats in het seizoen 1965-66.

## Huidige spelers

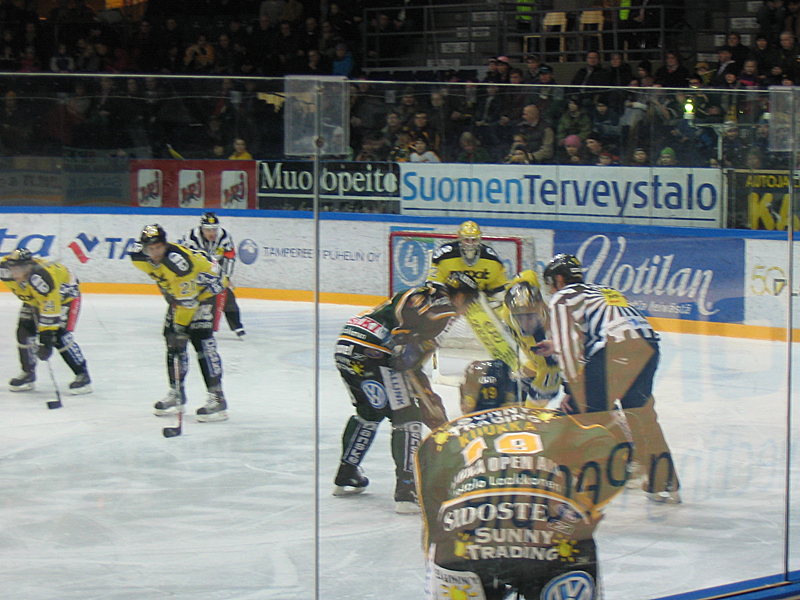
Een wedstrijd tussen Ilves en SaiPa

| Doelverdedigers | Doelverdedigers | Doelverdedigers | Doelverdedigers | Doelverdedigers | Doelverdedigers    | Doelverdedigers |
| Nummer          | Nationaliteit   | Speler          | Vangt met       | Contract tot    | Geboorteplaats     |                 |
| --------------- | --------------- | --------------- | --------------- | --------------- | ------------------ | --------------- |
| 2               | ITA             | Andreas Bernard | L               | 2011 (2012)     | Egna, Italië       |                 |
| 38              | FIN             | Jere Myllyniemi | L               | 2012            | Kangasala, Finland |                 |

| Verdedigers | Verdedigers   | Verdedigers            | Verdedigers | Verdedigers  | Verdedigers                   | Verdedigers |
| Nummer      | Nationaliteit | Speler                 | Schiet met  | Contract tot | Geboorteplaats                |             |
| ----------- | ------------- | ---------------------- | ----------- | ------------ | ----------------------------- | ----------- |
| 26          | FIN           | Joni Tuominen          | R           | 2012         | Espoo, Finland                |             |
| 10          | SWE           | Daniel Sondell         | L           | 2011         | Umeå, Zweden                  |             |
| 33          | USA           | Brian Salcido          | L           | 2011         | Los Angeles, Verenigde Staten |             |
| 41          | SVK           | Richard Lintner        | R           | 2011         | Trenčín, Slowakije            |             |
| 44          | FIN           | Jarno Lippojoki        | L           | 2011         | Imatra, Finland               |             |
| 48          | FIN           | Mikko Pukka            | L           | 2011         | Suodenniemi, Finland          |             |
| 49          | FIN           | Simon Backman          | L           | 2012         | Jakobstad, Finland            |             |
| 51          | FIN           | Marlo Koponen          | L           | 2012         | Imatra, Finland               |             |
| 55          | FIN           | Pauli Levokari         | L           | 2012         | Luvia, Finland                |             |
| X           | FIN           | Jere Pulli             | L           | 2014         | Lappeenranta, Finland         |             |
| 88          | SWE           | Per Savilahti-Nagander | R           | 2011 (2012)  | Luleå, Zweden                 |             |

| Aanvallers | Aanvallers    | Aanvallers       | Aanvallers | Aanvallers   | Aanvallers                     | Aanvallers |
| Nummer     | Nationaliteit | Speler           | Schiet met | Contract tot | Geboorteplaats                 |            |
| ---------- | ------------- | ---------------- | ---------- | ------------ | ------------------------------ | ---------- |
| 8          | FIN           | Ville Koho       | L          | 2012         | Imatra, Finland                |            |
| 12         | FIN           | Tomi Leivo       | L          | 2011         | Lappeenranta, Finland          |            |
| 13         | FIN           | Jesse Mankinen   | R          | 2011         | Lappeenranta, Finland          |            |
| 14         | FIN           | Anssi Löfman     | L          | 2011         | Lappeenranta, Finland          |            |
| 15         | FIN           | Petri Koskinen   | L          | 2012         | Tampere, Finland               |            |
| 18         | CAN           | Tyler Redenbach  | L          | 2011         | Melville, Saskatchewan, Canada |            |
| 19         | FIN           | Juuso Kaijomaa   | L          | 2012         | Joensuu, Finland               |            |
| 22         | CAN           | Dale McTavish    | L          | 2011         | Eganville, Ontario, Canada     |            |
| 23         | SVK           | Tomáš Jasko      | L          | 2011         | Bratislava, Slowakije          |            |
| 40         | FIN           | Jarno Koskiranta | L          | 2012         | Paimio, Finland                |            |
| 59         | FIN           | Jarmo Jokila     | L          | 2012         | Turku, Finland                 |            |
| 60         | FIN           | Tero Koskiranta  | L          | 2011         | Paimio, Finland                |            |
| 77         | FIN           | Elmeri Kaksonen  | L          | 2011         | Savonlinna, Finland            |            |
| 82         | FIN           | Joni Yli-Torkko  | L          | 2012         | Lappeenranta, Finland          |            |
| 81         | FIN           | Carlo Grünn      | L          | 2011         | Espoo, Finland                 |            |